# Bourgondische Kreits

De Bourgondische Kreits binnen het Heilige Roomse Rijk. Na de Transactie van Augsburg in 1555.

De Lage Landen in de Bourgondische en Westfaalse Kreitsen in 1560.

De Bourgondische Kreits (Duits: Burgundischer Kreis, d.w.z. 'Bourgondische Kring') was een van de tien kreitsen binnen het Heilige Roomse Rijk, te weten degene die vanaf 1512 de gewesten van de Habsburgse Nederlanden en de Franche-Comté omvatte. De eerste indeling in kreitsen dateerde van 1500. In 1512 werd de Bourgondische Kreits afgesplitst van de Nederrijns-Westfaalse Kreits. De kreits omvatte alle landen ten westen van Utrecht en Gelre en ten westen en ten zuiden van de Maas. In 1549 werden de Habsburgse gebieden binnen de kreits door een Pragmatieke Sanctie een door de Habsburgse dynastie bezeten dynastieke eenheid die door latere historici de Zeventien Nederlanden werd genoemd.

## Geschiedenis
Door een combinatie van huwelijkspolitiek en veroveringen werden de Lage Landen in de loop van de 15e en 16e eeuw verenigd door de Bourgondiërs, die hierin aansluitend werden opgevolgd door de Habsburgers. De Habsburgers hadden alleen werkelijke macht in hun eigen Oostenrijkse gebieden, ze hadden daar de zogenaamde Hausmacht. Het huis Habsburg leverde dan wel regelmatig de keizer van het Heilige Roomse Rijk, maar in het vrij losse statenverband van het rijk waren de individuele heersers van de deelstaten vaak de echte machthebbers.
In de Nederlanden echter deelde de keizer wel degelijk de lakens uit. Door het huwelijk van keizer Maximiliaan I met Maria van Bourgondië waren de Lage Landen overgenomen als persoonlijke 'erfenis' van het voorgaande Bourgondische huis, en daar regeerde de Roomse keizer Karel V tegelijk ook als hertog van Brabant, graaf van Vlaanderen, heer van Mechelen, enzovoort. Toen in 1543 in het Traktaat van Venlo het hertogdom Gelre aan zijn bezittingen werd toegevoegd, ontstond uiteindelijk een min of meer aaneengesloten gebied.
De administratieve vereniging van dit conglomeraat kwam er in 1548 met de Transactie van Augsburg waarmee de Zeventien Provinciën voor het grootste deel werden losgemaakt uit het Rooms-Duitse rijksverband. De banden met het Heilige Roomse Rijk werden drastisch beperkt. De Nederlandse Staten-Generaal waren niet langer onderhorig aan de Rijksdag, hoewel er nog wel een jaargeld aan de keizer betaald werd. Dit was een politiek succes voor Maria van Hongarije, die zich als landvoogd van de Nederlanden had verzet tegen de rijksbond van loyale staten die haar broer keizer Karel V had willen stichten. Een jaar later slaagde Karel er in, de erfopvolging voor deze kreits te regelen. Dit werd bezegeld in de Pragmatieke Sanctie (1549), die bepaalde dat de Bourgondische Kreits vanaf dan als dynastieke eenheid zou verder bestaan.
Het prinsbisdom Luik, het hertogdom Bouillon, het graafschap Horn, de rijksabdijen Stavelot-Malmedy en Thorn, het sticht Kamerijk met de stadsgemeente Kamerijk, Ameland, het land van Cuyk, Bommel, Ravenstein en de Vijfherenlanden behoorden sinds 1500 tot de Nederrijns-Westfaalse Kreits, en bleven vooralsnog volop Rooms-Duits.
De Bourgondische Kreits onderging evenwel een drastische verandering bij de onafhankelijkheid van de Republiek der Verenigde Nederlanden in 1581. Hoewel de nieuwe staat al snel erkend werd door o.a. Frankrijk en Engeland zou het tot 1648, met de Vrede van Münster, duren voordat ook de Spaanse en Oostenrijkse Habsburgers tot erkenning overgingen. Vanaf 1648 werd erkend dat de Republiek geen deel meer uitmaakte van de Bourgondische Kreits, die daarmee goeddeels zijn betekenis verloor. In 1678 ging de Franche-Comté van Spaanse in Franse handen over, waarna het aan de Habsburgers resterende gedeelte werd aangeduid als de Spaanse en later de Oostenrijkse Nederlanden. Door de inlijving in 1797 van de linker Rijnoever bij de Franse Republiek verdween de Bourgondische Kreits.

## Tot de kreits behorende landen
| naam                         | toetreding | uittreding | opmerking                                        |
| ---------------------------- | ---------- | ---------- | ------------------------------------------------ |
| Neder-Lotharingen            |            |            | titel verbonden met hertogdom Brabant            |
| Hertogdom Brabant            | 1512       | 1648, 1797 | Staats-Brabant en Spaans-Brabant                 |
| Hertogdom Limburg            | 1548       | 1797       |                                                  |
| Hertogdom Luxemburg          | 1548       | 1797       |                                                  |
| Hertogdom Gelre              | 1548       | 1648, 1713 | Opper-Gelre blijft deel tot de vrede van Utrecht |
| Graafschap Vlaanderen        | 1512       | 1797       |                                                  |
| Graafschap Artesië           | 1512       | 1678       | Vrede van Nijmegen                               |
| Vrijgraafschap Franche-Comté | 1512       | 1678       | Vrede van Nijmegen                               |
| Graafschap Henegouwen        | 1512       | 1797       |                                                  |
| Graafschap Holland           | 1512       | 1648       |                                                  |
| Graafschap Zeeland           | 1512       | 1648       |                                                  |
| Graafschap Namen             | 1512       | 1797       |                                                  |
| Graafschap Zutphen           | 1548       | 1648       |                                                  |
| Markgraafschap Antwerpen     | 1512       | 1797       | deel van Brabant                                 |
| Heerlijkheid Friesland       | 1548       | 1648       |                                                  |
| Heerlijkheid Utrecht         | 1548       | 1648       |                                                  |
| Heerlijkheid Overijssel      | 1548       | 1648       | inclusief Drenthe (landschap)                    |
| Heerlijkheid Groningen       | 1548       | 1648       |                                                  |
| Heerlijkheid Valkenburg      | 1548       | 1648, 1797 | Staats en Spaans Valkenburg                      |
| Heerlijkheid Daelhem         | 1548       | 1648, 1797 | Staats en Spaans Daelhem                         |
| Land van 's-Hertogenrade     | 1512       | 1648, 1797 | Staats en Spaans 's-Hertogenrade                 |
| Heerlijkheid Salins          |            |            | titel verbonden met Franche-Comté                |
| Heerlijkheid Mechelen        | 1512       | 1797       |                                                  |
| Maastricht                   | 1548       | 1648       | condominium Luik en Brabant                      |
| Markiezaat Bergen op Zoom    | 1512       | 1648       | deel van Brabant                                 |
| Walhain-Saint-Paul           | 1512       | 1797       | deel van Brabant                                 |
| Baronie Breda                | 1512       | 1648       | deel van Brabant                                 |
| Sombreffe                    | 1512       | 1797       | deel van Brabant                                 |
| Rodemachern                  | 1548       | 1797       | deel van Luxemburg                               |
| Neuerburg                    | 1548       | 1797       | deel van Luxemburg                               |
| Manderscheid                 | 1548       | 1797       | deel van Luxemburg                               |
| Kronenburg                   | 1548       | 1797       | deel van Luxemburg                               |
| Abdij van Echternach         | 1548       | 1797       | deel van Luxemburg                               |
| Batenburg                    | 1548       | 1648       | deel van Gelre                                   |
| Bergh                        | 1548       | 1648       | deel van Gelre                                   |
| Bronkhorst                   | 1548       | 1648       | deel van Gelre                                   |
| Bylandt                      | 1548       | 1648       | deel van Gelre                                   |
| Graafschap Culemborg         | 1548       | 1648       | omstreden tussen Holland en Gelre                |
| Egmond                       | 1512       | 1648       | deel van Holland                                 |
| Heerlijkheid Jever           | 1531       | 1575       | als leen van Keizer Karel V                      |
| Baronie IJsselstein          | 1512       | 1648       | deel van Holland                                 |